# Virbius brullei
Virbius brullei is een garnalensoort uit de familie van de Hippolytidae.